# Catostomus columbianus
Catostomus columbianus är en fiskart som först beskrevs av Eigenmann och Eigenmann, 1893.  Catostomus columbianus ingår i släktet Catostomus och familjen Catostomidae. Inga underarter finns listade i Catalogue of Life.